# Прокунино (Комьянское муниципальное образование)
Прокунино — деревня в Грязовецком районе Вологодской области на реке Лухта.
Входит в состав Комьянского муниципального образования, с точки зрения административно-территориального деления — в Комьянский сельсовет.
Расстояние по автодороге до районного центра Грязовца — 23,9 км, до центра муниципального образования Хорошево — 1,8 км. Ближайшие населённые пункты — Воронино, Хорошево, Евдокимово.
По переписи 2002 года население — 9 человек.